# Drepanosticta brincki
Drepanosticta brincki är en trollsländeart som beskrevs av Maurits Anne Lieftinck 1970. Drepanosticta brincki ingår i släktet Drepanosticta och familjen Platystictidae. Inga underarter finns listade i Catalogue of Life.